# Lobo MC
Der Lobo MC (Abkürzung für Lobo Motorcycle Club) ist einer der ältesten deutschen MCs. Er wurde 1973 in Pforzheim gegründet und besteht derzeit aus 21 deutschen Chaptern. Dazu kommen ein Chapter in Spanien (Mallorca) sowie drei Chapter in Thailand (Nong Khai, Chiang Mai und Koh Phangan).

## Geschichte
Der Lobo MC wurde 1973 von fünf Rockern gegründet. Der Clubname Lobo, der auf Spanisch "Wolf" bedeutet, leitet sich ab vom Groschenromanhelden Lobo. Dementsprechend wählten die Gründer des MCs als Clublogo einen stilisierten Wolfskopf. Der Club rechnet sich selbst den Onepercentern zu. Frauen wird gegenwärtig keine Mitgliedschaft gewährt, obwohl während der Anfangszeit auch weibliche Mitglieder willkommen waren. Hinsichtlich der Motorisierung besteht für die Mitglieder keine Harley-Pflicht.
Im Laufe der Jahre wuchs der Club auf mehrere Chapter an und ist mittlerweile auch im Ausland vertreten. Ältestes Chapter neben Pforzheim ist Homburg, das 1987 gegründet wurde. Das Hauptchapter (Motherchapter) ist weiterhin Pforzheim, die einzelnen Chapter agieren jedoch weitestgehend unabhängig voneinander. Der MC organisiert jedes Jahr die sogenannte „Tortour de France“, eine Ausfahrt mehrerer Clubs, die erst ab einer Startzahl von 400 Motorrädern stattfindet.

## Kriminelle Aktivitäten
Kriminelle Aktivitäten wurden Ende 2012 bekannt. Während mehrerer Hausdurchsuchungen bei drei Mitgliedern eines Chapters in Saarburg wurden Waffen und Drogen gefunden. Die betroffenen Mitglieder wurden zu dreieinhalb bis vier Jahren Haft verurteilt. Im Zuge der Ermittlungen erhielt ein sogenannter Prospect (Mitgliedsanwärter) eine Bewährungsstrafe.